# دالة صفرية
الدالة الصفرية (أو دالة الصفر) (بالإنجليزية: Zero function)‏ هي الدالة الثابتة التي تكون القيمة 0 هي قيمة الخرج الوحيدة الممكنة، أي الدالة f المعرفة بواسطة f(x) = 0 لكل قيم x في المجال D. الدالة الصفرية هي الدالة الوحيدة التي تكون زوجية وفردية في نفس الوقت.